# Saint Georges et la Princesse
Saint Georges et la Princesse (Sant Jordi i la Princesa en catalan, San Jorge y la Princesa en espagnol) désigne l’un des volets du retable de saint Georges réalisé vers 1448 par le peintre catalan Jaume Huguet. Il est aujourd’hui conservé au Museu Nacional d’Art de Catalunya à Barcelone. Ce panneau, composé de reliefs en stuc et de feuilles d’or, est réalisé sur une plaque de métal elle-même disposée sur du bois de pin. Il témoigne également d’une technique typiquement espagnole qui est celle de la tempera. Le tableau a souffert l’épreuve du temps et a aujourd’hui perdu de sa brillance métallique au niveau du bouclier et de l’armure du saint. Les détails des ornements de la princesse, autrefois éclatants, se sont également détériorés.
Le tableau est à l’origine issu d’un triptyque commandé par le connétable de Portugal et s’inscrit de fait dans un contexte de commandes religieuses coutumières au XVe siècle. Nombreuses sont les œuvres traitant effectivement de ce sujet traditionnel, en témoignent les productions du Catalan Bernat Martorell ou de l’Italien Paolo Uccello. Jaume Huguet propose ici une des interprétations possibles de la légende de Saint Georges triomphant sur le dragon et délivrant la princesse, alors offerte en sacrifice. Cette version répond en réalité à un contexte d’affirmation identitaire à l’œuvre pendant la Reconquista.
Dépositaire d’influences nouvelles et d’une peinture espagnole traditionnelle, d’autant qu’il hérite des principales commandes des confréries de la cité comtale de Bernat Martorell, Jaume Huguet fait de ce volet de Saint-Georges le laboratoire formel d’un style composite. S’y font jour des caractéristiques du gothique international, de la peinture flamande et des prémices du style de Jan van Eyck, conjuguées avec des pratiques de l’école catalane. C’est cette hétérogénéité qui confère à ce volet une singularité manifeste du style de Jaume Huguet, lequel rend compte d’une période de synergie artistique.

## Éléments historiques

### Saint Georges dans l'histoire
On trouve communément deux versions de la vie de saint Georges, lesquelles se répandent de l’Orient vers l’Occident sous des formes diverses. Le récit originel relate les sept années de martyre du saint dans un contexte de persécutions des chrétiens, tantôt par l’empereur des Perses Dacien, tantôt par l’empereur romain Dioclétien entre 284 et 305, selon les versions. En refusant de renier sa foi, Georges de Cappadoce est condamné à la torture puis tué. À l’issue de différents épisodes de visions divines et miracles grâce auxquelles Georges est ressuscité à trois reprises, le saint meurt définitivement par décapitation vers 303.
Ce récit ne manque pas d’être décliné puis remanié par la suite, en intégrant notamment au VIIe siècle un épisode, celui de l’illustre combat de saint Georges contre le dragon. La même version est entérinée par Jacques de Voragine dans La Légende dorée : l’hagiographe dépeint alors une scène de combat, la même qui fait autorité aux siècles suivants. Émerge ainsi la figure d’un noble chrétien qui, en arpentant la Cappadoce pour embrasser une carrière militaire, délivre les habitants de la ville de Lasia du joug d’un dragon envoyé par Dieu pour les punir d’idolâtrie. Georges de Cappadoce forge alors la légende en abattant le monstre de sa lance. Il libère ensuite la princesse, fille du roi local, qui avait été offerte en sacrifice au dragon. Cette version plus tardive rencontre une fortune intarissable, jusqu’à supplanter le récit original, et investit régulièrement la culture visuelle.

### Fortune iconographique
La figure de saint Georges a fasciné artistes d’Orient et d’Occident qui lui font la part belle en dressant le portrait d’un saint guerrier, de ce « matamoros » ou « tueur de maures ». Précisément, ce qui intrigue chez ce personnage tient à son caractère mythique : Georges incarne aussi bien un martyr, l’un des principaux saints militaires chrétiens, une figure de résistance lors des grandes persécutions de Dioclétien contre le christianisme du début du IVe siècle, qu’un personnage de folklore, teinté d’une coloration chevaleresque. Au-delà du mythe, le soldat laisse d’abord sa trace dans le répertoire iconographique et sculptural religieux d’Orient, au IVe siècle, ainsi que l’attestent des inscriptions laconiques mentionnant son nom sur des chapelles. Il scelle ensuite sa dimension universelle en Occident, où il commence à être célébré au VIe siècle. C’est spécifiquement au moment des croisades que le saint, d’abord byzantin, intègre un ferment culturel occidental. Il devient alors le patron des archers, cavaliers et soldats au sein des villes de Beyrouth, Barcelone, Venise, de même qu’en Catalogne, Géorgie et Angleterre sur le drapeau desquelles figure la Croix de saint Georges.
De ces croisades procède la manifestation la plus courante de saint Georges, la mise en scène de sa lutte contre le dragon, image plébiscitée par les arts au XVe siècle. Sa notoriété semblerait finalement paroxystique dans l’Occident chrétien du Bas Moyen Âge, plus particulièrement en Espagne.

### Fonction politique du motif en Aragon et Catalogne
Corollairement, nombreuses sont les occurrences espagnoles de ce motif. Cette personnification d’un combat spirituel prend racine à une période d’affirmation du christianisme, en témoignent les croisés. Néanmoins, le culte de saint Georges tarde à apparaître en Aragon : sur fond de rivalité entre les couronnes espagnoles castillane et aragonaise, cette dernière, en quête de la protection d’un saint militaire dans un contexte de Reconquista, trouve dans cette figure hagiographique la réponse dont elle a besoin. À un saint Jacques castillan et léonais, la couronne d’Aragon préfère saint Georges, rejetant du même coup « l’unicité de l’Église d’Espagne sous la férule léonaise ». Dans les régions aragonaise et catalane, l’image de saint Georges revêt une dimension symbolique inédite qui témoigne du refus de la « restauration d’une Hispania dominée par le royaume de León et saint Jacques ». De cette entreprise d’individuation procèdent donc l’intronisation du mythe en Occident, et bientôt la diffusion d’un motif iconographique capital et autonome.

### Un choix original

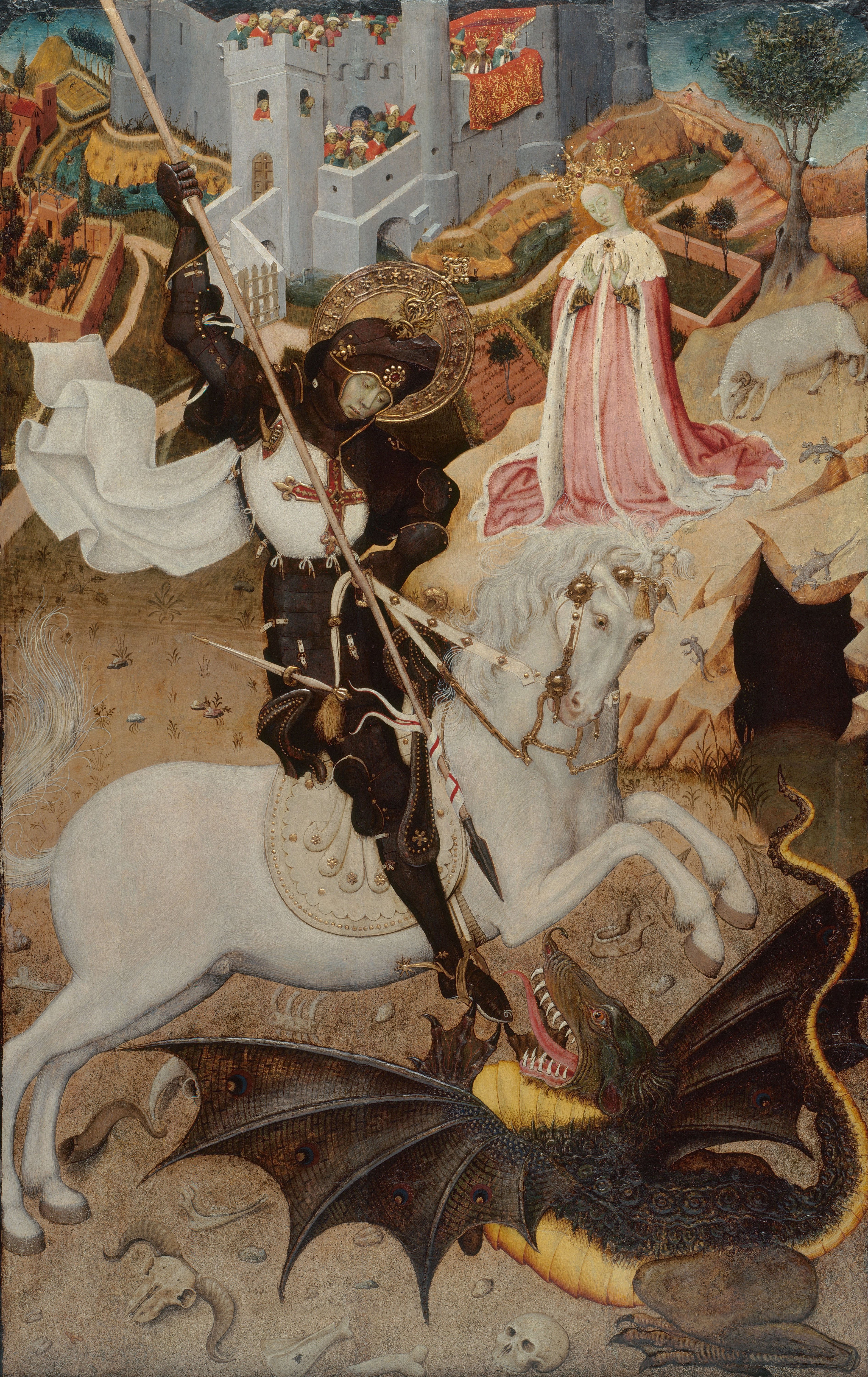
Saint Georges tuant le dragon (1434-1435), volet du Retable de saint Georges (1425-1437), Bernat Martorell, Institut d'art de Chicago.

Dès lors, cette Reconquête promeut l’émergence de la figure du « matamore », saint militaire qui accompagne lors des combats et dont saint Georges constitue un certain modèle. Enclins à magnifier leur protecteur, les artistes espagnols s’emparent de cette figure et assoient la fonction symbolique et politique du personnage. Ils en brossent un portrait épique via la représentation d’une lutte: c'est ce à quoi s’attelle le catalan Bernat Martorell dans le volet du Retable de saint Georges (1425-1437) intitulé Saint Georges tuant le dragon. Du saint ou du chevalier, Jaume Huguet ne tranche pas et exalte dans son retable les deux aspects du mythe. Néanmoins, il fait le choix de figurer un épisode plus équivoque : l'artiste fait certes allusion au combat mais illustre davantage la consécration du personnage par la princesse qu’il vient de sauver.
Jaume Huguet se distingue ainsi des représentations de ses contemporains espagnols et italiens en élaborant une œuvre qui, plutôt que de glorifier saint Georges en pleine lutte, galvanise la figure du saint en l’auréolant, et du chevalier en le parant d’une dimension courtoise. Ce saint adopte d’ailleurs une attitude expectative qui renvoie à une posture christique. Le volet de retable renvoie ainsi directement à la « légende dorée » du chevalier triomphant sur le dragon, qui délivre du même coup la princesse, allégorie de la Vertu. Le peintre entérine ici l’image cultuelle et politique du saint exerçant pleinement son devoir de sauveur et protecteur, éminent représentant du Bien contre les forces malignes qu’incarnerait le dragon. Le saint patron des chevaliers se voit ici cristallisé en un portrait aussi singulier qu’édifiant qui souligne de manière originale sa fonction politique effective.

## Composition
Le panneau de Saint Georges et la Princesse était très certainement destiné à faire partie d’un retable pour accompagner un autel, ce qui en fait d’emblée un objet de culte. La technique principalement à l’œuvre dans ce tableau est la tempera, une méthode qui mélange l’eau à la peinture afin de la fluidifier et de l’appliquer plus facilement. Le panneau est également composé de relief en stuc, de feuilles d’or et d’une plaque de métal sur bois de pin. Trois planches de différentes tailles sont assemblées.

### Les personnages
Au premier plan figure le couple, saint Georges correspondant à une représentation chevaleresque digne des romans courtois. Il est effectivement campé comme le sauveur de la princesse, virginale, vêtue en jeune mariée. Dans ses sermons, le dominicain espagnol Saint Vincent Ferrier (1350-1419) faisait à juste titre mention d’une jeune princesse vêtue de ses plus prestigieux habits et bijoux convertie en mariée de Saint Georges, celui qui, armé de son armure, d’un bouclier, d’une épée et d’une lance, était dépeint comme un homme ayant alors accompli son devoir.
Saint Georges présente effectivement une attitude cavalière ; néanmoins, sa main droite soutenant la hallebarde est dénudée, ce qui indique bien que le moment représenté est celui du repos après le combat.
Le dragon est quant à lui partiellement représenté et n’occupe que la partie inférieure du cadre, écrasé par la hauteur de saint Georges. Les injures du temps l’ont rendu quasi imperceptible. Cet être terrifiant est ici ramené à une créature volante vaincue au pieds du saint. Huguet brosse ici le portrait d’un animal fantastique semblable à une chauve-souris, dont le déploiement des ailes et des membres fait écho aux modèles de Bernat Martorell : il se place précisément en filiation avec la bête du Saint Georges tuant le dragon de l’Art Institute of Chicago, qui assoie une représentation diabolique du dragon. Le dragon est ici doté d’une nouvelle connotation : en le terrassant, saint Georges incarne un libérateur, mais également un convertisseur à la religion chrétienne.

### Des attributs
Les attributs principaux du chevalier sont figurés : il s’agit d’abord des armes, à savoir une hallebarde et une épée. Si c’est au cours du XVe siècle que l’épée apparaît dans les combats les plus symboliques du christianisme, c’est toutefois la hallebarde qui s’impose sur ce volet. La traditionnelle lance est dès lors remplacée et l’épée reléguée en second plan, un choix imputable à d’autres œuvres de Jaume Huguet. Au XIVe siècle, les hallebardes sont communément conférées aux soldats associés à la Passion du Christ et à sa résurrection, bien que ce motif s’étende à d’autres situations seulement au XVe siècle ; elle devient alors l’instrument mortifère par excellence au cours des batailles. Rangée dans son fourreau, l’épée est cependant mise en valeur par sa couleur rouge. Les armes, quelles qu’elles soient, indiquent en somme la consécration de saint Georges sur le dragon, tout en esquissant des motifs esthétiques remarquables.
Le heaume, tendu en offrande par la princesse, est surmonté d’un ruban bleu et d’éclatants ornements de pierres et de perles. Cette offrande n’est pas sans rappeler celles destinées aux chevaliers ayant dignement triomphé. Le bleu du casque seigneurial contraste franchement avec un autre élément en partie haute, la bannière crucifiée, identifiée comme une offrande aux « mille Christs » (Miles Christianus (en)). En alliant le heaume de chevalier à la couronne seigneuriale, ce casque de cérémonie se dote en réalité d’une fonction moins pratique que symbolique. De plus, la connotation cavalière de cet attribut fait référence au récit princeps de la légende de saint Georges, selon laquelle ce dernier triomphe sur le dragon à cheval. Si cette première version a suscité des représentations d’un saint Georges cavalier, c’est seulement à partir du XVe siècle qu’est intronisée la figure du saint à pied.
Le drapeau de saint Georges, composé d’une croix rouge sur fond blanc, est également exhibé : arboré sur les uniformes des croisés en tant qu’emblème du royaume d’Aragon pendant la Reconquista, la banderole symbolise traditionnellement saint Georges dans l’iconographie. Ainsi que le suggère Jacques de Voragine, le chevalier combat avec sous l’égide du Christ. Toutefois, alors que le drapeau est traditionnellement associé à une hampe, il est ici rattaché au casque du cavalier puisque Saint Georges porte une hallebarde et non une lance.
La taille du bouclier de saint Georges en fait un élément saillant, caractéristique du gothique international. Dans l’iconographie traditionnelle cet instrument est indissociable du christianisme.

## Analyse stylistique
Ce volet de retable constitue une représentation surprenante qui s’émancipe partiellement du modèle traditionnel du matamore, qui n’est pas mis directement en scène, pour consacrer un duo portraituré préservé de toute scène guerrière violente. Déjà l’originalité de Jaume Huguet se fait jour par ce choix thématique pictural. Toutefois, ses choix formels renvoient tous, de près ou de loin, à des inspirations et héritages, espagnols comme étrangers.

### Le gothique international au contact de l’école catalane
En ce milieu de XVe siècle, l’école catalane dans laquelle s’insère Jaume Huguet tient toujours d’une tradition picturale espagnole bien ancrée, en témoigne l’usage encore flagrant de la tempera. Néanmoins, durant le premier quart du siècle, ce ciment artistique s’est imprégné d’influences stylistiques diverses, autant de techniques et répertoires picturaux formels qui instiguent progressivement la tendance du gothique international.
Cette veine artistique alors saillante en Europe, et tout particulièrement en Espagne, s’inscrit dans un premier temps en filiation avec des influences italiennes notamment de l'école siennoise : ainsi du fer de lance de cette école catalane au début du siècle, Lluis Borrassà, qui témoigne d'une peinture d’orfèvre et d'une certaine pureté dans ses récits légendaires tout en ravivant des traits de la peinture siennoise, dont il copie habilement des caractéristiques. De ces modèles italiens, l’art catalan, même au contact d’autres inspirations stylistiques, s’en affranchira très peu. « Douceur de l’expression et du modelé », « pittoresque des costumes », « abondance des récits » conjointe à une « faiblesse des épisodes violents », c’est à ces attributs distinctifs qu’Émile Bertaux, dans un bilan sommaire, ramène la peinture catalane d’alors.
Dans un contexte de commandes religieuses récurrentes, l’intérêt premier des œuvres se porte avant tout sur la richesse matérielle de l’or et des belles couleurs. Jaume Huguet convoque dans ce volet de retable des caractéristiques de la peinture catalane et du gothique international du début du XVe siècle, d’autant qu’il reprend à la mort de Martorell l’atelier de ce dernier : les visages de Saint Georges et la Princesse ont encore la douceur siennoise des figures allongées de Borrassà, et présentent des corps assouplis.
Par ailleurs le peintre emprunte un leitmotiv au gothique international : le bouclier accolé à la princesse suggère par sa hauteur une arme peu fonctionnelle, qui renvoie dans la tradition picturale du XVe siècle au martyre de saints. En outre, à la demande d’une clientèle artisanale et marchande, le peintre reste fidèle aux fonds d’or traditionnels, qu’il plaque ici abondamment sur les brocarts et les orfrois, conférant à sa peinture une dimension quasi archaïque. Jaume Huguet use néanmoins de la richesse dorée plus sobrement, contrairement à nombre de ses contemporains catalans et aragonais : certes Saint Georges et la Princesse laisse à voir un large cadre doré, auquel s’ajoutent l’armure du saint, sa hache d’arme, son bouclier, son auréole, le casque que lui remet la princesse et les vêtements de celle-ci ; toutefois chacun des symboles du pouvoir de Saint Georges sont convoqués de manière évidente par un vif contraste coloré.

### L’école flamande
L’usage de la couleur, allié à un pigment précis, corrobore une influence de la peinture flamande dans l’art catalan. Jaume Huguet exemplifie des pratiques artistiques espagnoles teintées d’une coloration gothique, qui tiennent à la fois de la miniature franco-flamande par son fini et de l’orfèvrerie par l’éclat de son fond d’or gravé. Jaume Huguet convie justement cette rigueur du détail : abondent dans le volet des accessoires pittoresques, en témoignent la précision des bijoux, l’exaltation des ornements en particulier de l’amure, et le travail des motifs sur les tissus.

### Un «naturalisme eyckien»[16]
Si Jaume Huguet laisse à voir des éléments d’une tout autre facture, typiquement flamande, il dépasse du même coup cette mouvance en consacrant un naturalisme inédit. L'artiste manifeste son intérêt poussé pour l’aménagement de l’espace et sa capacité d’observation de la nature, en particulier dans le paysage devant lequel se dressent Saint Georges et la Princesse.
Par des effets d’éclairage et un travail des nuances chromatiques, le peintre esquisse une perspective atmosphérique qui confine à un réalisme encore timidement exploré par les peintres catalans. Si les progrès de la peinture flamande sont admis par des peintres espagnols qui généralisent notamment l’usage d’un coloris a tempera avivé par des glacis à l’huile, l’heure n’est pas à l’illusion du réel. De plus, l’usage de la peinture à l’huile ne pénètre pas complètement en Aragon au XVe siècle. Restent ainsi centrales et prégnantes des pratiques proprement catalanes telle la tempera préférée par nombre d’artistes aragonais puisque plus solide et robuste qu’une peinture à l’huile.
Jaume Huguet répond à ce contexte artistique et use lui aussi de cette pratique typiquement catalane ; toutefois, à l’instar de son prédécesseur Lluis Dalmau, qui pave la voie d’une veine artistique réaliste, Jaume Huguet préfigure une assimilation du « naturalisme eyckien », qu’il exalte notamment dans la peinture de paysage. En cela, s’il n’est pas novateur, puisque d’autres avant lui ont amorcé ce « réalisme sobre et sain », Jaume Huguet n’en reste pas moins tout à fait authentique : il ravive dans son retable des traditions italiennes et franco-flamandes déjà vieillies au contact d’une observation aiguisée et immédiate du monde. Désireux de représenter vraisemblablement la nature dans Saint Georges et la Princesse, Jaume Huguet joue sur des effets d’ombre et de lumière sur les cyprès, et travaille à un dégradé chromatique des bleus du ciel. Ces éléments corroborent finalement l’édification d’un paysage qui n’en peut plus de s’étendre.

#### Articles
- Elsa Espin, « Les primitifs espagnols #2 Jaume Huguet », in Espagnes Médiévales, mis en ligne le 6/09/2019 [lire en ligne.
- Lidwine Linares, « Saint Georges contre les Maures. Spécificités et enjeux des représentations plastiques du saint guerrier dans le royaume d’Aragon (XVe – XVIe siècles) », Cahiers de la Méditerranée [En ligne], 2011, mis en ligne le 15 juin 2012, (consulté le 21 novembre 2022) [lire en ligne.

#### Ouvrages

##### Français
- Emile Bertaux (dir.), Histoire de l’Art depuis les premiers temps chrétiens jusqu'à nos jours, vol. 2 : Formation, expansion et évolution de l'art gothique, Paris, Librairie Armand Colin, 1922-1923, 1011 p. (SUDOC 066878543).
- André Chastel, Le tableau dans le tableau, Paris, Champs arts, 14 novembre 2012, 112 p.  (ISBN 9782081288683).
- Franz Cumont, « La plus ancienne légende de Saint Georges », Revue de l’histoire des religions, no  CXIV, 1936.
- Jacques de Voragine, La Légende Dorée, Paris, édition Bibliothèque de la Pléiade, 2004.

##### Espagnols
- (es) Rosa Alcoy, San Jorge y la princesa : diálogos de la pintura del siglo XV en Cataluña y Aragón, Barcelone, Universitat de Barcelona, 20 janvier 2005, 195 p.  (ISBN 9788447528165), lire en ligne.
- (fr + es) Thomas Deswarte (dir.), « Saint Jacques refusé en Catalogne : la lettre de l’Abbé Césaire de Montserrat au pape Jean XIII ([970]) », in Guerre, pouvoirs et idéologies dans l’Espagne chrétienne aux alentours de l’an mil, Turnhout, Brépols, 2005, 225 p.  (ISBN 2-503-51709-9), (SUDOC 085106534).
- (es) Vincent Ferrier, « De sent Jordi », in Sermons, vol. VI, Barcelone, Barcino, 1977.